# Sint Barbara (Suriname)
Sint Barbara, ook wel Santa Barbara, in Sranantongo Baruba-Komisi, is een voormalige suikerplantage aan de Surinamerivier in de kolonie Suriname.

## Plantage
De plantage was gelegen aan de Surinamerivier, rechts in het afvaren, grenzend stroomopwaarts aan het Land-van-Nieuw-Weergevonden en stroomafwaarts aan de mond van de Surnaukreek. De plantage kent een uitgebreid waterstelsel, waardoor het overeenkomsten vertoonde met de tegenovergelegen plantage Waterland.
In 1770 was de plantage 1.990 Surinaamse akkers groot, ongeveer 855 hectare aan suikerriet. In 1830 was het terrein braak. Na de emancipatie werd overgeschakeld op de productie van cacao en banaan. 

## Eigendomssituaties
(naar jaar)
- 17e eeuw: Jan Doncker (gouverneur van Curaçao)
- 1721: Daniel en Jan Varlet uit Amsterdam
- 1770: Daniel Varlet
- 1819: Daniel Gerard van der Burgh (1755-1824, heer van Kronenburg en Loenen)
- 1831: G. Varlet, S.B. van der Upwich en C.J. van der Upwich uit Utrecht
- 1863: Wed. van Hasselt en Co uit Amsterdam

## Emancipatie
Bij de afschaffing van de slavernij in Suriname in 1863 werden op plantage St. Barbara 379 slaven vrijgemaakt, waarbij 30 nieuwe familienamen werden geboekstaafd, te weten: Bataaf, Bernaar, Bliktang, Blijd, Bruininger, Burgzorg, Danning, Doller, Grens, Harlim, Hoogliet, Kirsom, Kortzorg, Krin, Krolis, Kusdom, Liesdek, Meursing, Mieskerk, Nouten, Paalman, Reitsma, Rouwhof, Sorgen, Spanjool, Stijfmeyer, Uiterloo, Vrolicht, Waak, Willemzorg.

## Contractarbeid
Na de emancipatie ging Santa Barbara over op contractarbeid en werd er cacao en bananen geproduceerd. De krullotenziekte had dusdanig grote invloed op productie dat de plantage uiteindelijk buiten gebruik werd gesteld.
Op Sint Barbara werkte in de contractperiode onder meer Aji Ramlali Jhagroe, die werd geportretteerd in de documentaire The Laatste Kantraki van cineast Ramdjan Abdoelrahman.

## Spreekwoord
Er is een Odo (oud Surinaams spreekwoord) dat zegt: Santa Barbara nanga Waterlanti: ala tu a no a srefi? - Sint Barbara bij Waterland: zijn ze niet alle twee hetzelfde? De creoolse bevolking vond dat er niet veel verschil was tussen de plantages Sint Barbara en Waterland: 't is één pot nat! De kaart van Lavaux (1737) laat zien dat beide plantages tegenover elkaar lagen, aan de Surinamerivier.